# Setmana Ciclista Valenciana 2017
La 1re édition de la Semana Ciclista Valenciana a lieu du 8 mars au 11 mars 2017. La course fait partie du calendrier UCI féminin en catégorie 2.2. Après un contre-la-montre inaugural remporté par la formation Bepink, Ann-Sophie Duyck et Cecilie Uttrup Ludwig s'échappent sur la deuxième étape. La première s'impose tandis que la seconde s'empare définitivement du maillot de leader du classement général. La troisième étape est gagnée par Arlenis Sierra au sprint. L'Irlandaise Lydia Boylan remporte la dernière étape légèrement détachée. Arlenis Sierra est deuxième du classement général final devant Ashleigh Moolman. Elle est également meilleure sprinteuse de l'épreuve. La meilleure grimpeuse est Ann-Sophie Duyck. Cecilie Uttrup Ludwig est la meilleure jeune et sa formation Cervélo-Bigla est la meilleure équipe.

## Équipes
| Équipes féminines professionnelles (17)- Alé Cipollini Galassia - Aromitalia Vaiano - Astana Women's Team - BePink Cogeas - Bizkaia-Durango - Cervélo Bigla - Drops - Giusfredi-Bianchi - Lares-Waowdeals Women Cycling Team - Lointek - SAS-Macogep - Servetto Giusta - Sport Vlaanderen-Etixx - Top Girls Fassa Bortolo - Valcar PBM - Wiggle High5 - Team WNT Équipes nationales (6)- Allemagne - Belgique - Espagne - Norvège - Russie - Suisse Équipe féminines amateur (3)- Bzk - Smurfit Kappa - Hyundai Koryo Car - Maaslandster Veris CCN |
| |

## Étapes
| Étape     | Date    | Villes étapes           | type                         | Distance (km) | Vainqueur d'étape | Leader du classement général |
| --------- | ------- | ----------------------- | ---------------------------- | ------------- | ----------------- | ---------------------------- |
| 1re étape | 8 mars  | Villarreal – Villarreal | contre-la-montre par équipes | 6,6           | BePink Cogeas     | Silvia Valsecchi             |
| 2e étape  | 9 mars  | Gandia – Gandia         | étape vallonnée              | 110           | Ann-Sophie Duyck  | Cecilie Uttrup Ludwig        |
| 3e étape  | 10 mars | l'Alacantí – l'Alacantí | étape de plaine              | 87            | Arlenis Sierra    | Cecilie Uttrup Ludwig        |
| 4e étape  | 11 mars | Valence – Valence       | étape de plaine              | 96            | Lydia Boylan      | Cecilie Uttrup Ludwig        |

## Déroulement de la course

### 1reétape
Le contre-la-montre par équipes de la première étape est remporté par la formation Bepink pour quatre secondes devant la formation Cervélo-Bigla. Silvia Valsecchi s'empare du maillot jaune.
| \| Classement de l'étape \| Classement de l'étape \| Classement de l'étape \| Classement de l'étape \| Classement de l'étape \| Classement de l'étape \| \| Équipe \| Équipe \| Pays \| Temps \| Écart de temps \| Vitesse moy. \| \| --------------------- \| ---------------------------------- \| --------------------- \| --------------------- \| --------------------- \| --------------------- \| \| 1re \| BePink Cogeas \| Italie \| 9 min 18 s \| 9 min 18 s \| 42.581 km/h \| \| 2e \| Cervélo Bigla \| Allemagne \| 9 min 22 s \| + 4 s \| 42.278 km/h \| \| 3e \| Astana Women's Team \| Kazakhstan \| 9 min 31 s \| + 13 s \| 41.611 km/h \| \| 4e \| Wiggle High5 \| Royaume-Uni \| 9 min 35 s \| + 17 s \| 41.322 km/h \| \| 5e \| Lares-Waowdeals Women Cycling Team \| Belgique \| 9 min 45 s \| + 27 s \| 40.615 km/h \| \| 6e \| Sport Vlaanderen-Etixx \| Belgique \| 9 min 46 s \| + 28 s \| 40.546 km/h \| \| 7e \| Drops \| Royaume-Uni \| 9 min 47 s \| + 29 s \| 40.477 km/h \| \| 8e \| Alé Cipollini Galassia \| Italie \| 9 min 48 s \| + 30 s \| 40.408 km/h \| \| 9e \| Team WNT \| Royaume-Uni \| 9 min 50 s \| + 32 s \| 40.271 km/h \| \| 10e \| Suisse \| Suisse \| 9 min 53 s \| + 35 s \| 40.067 km/h \| |                                    |             |            |                |              |
| |                                    |             |            |                |              |
| Source : ProCyclingStats |                                    |             |            |                |              |
| Classement de l'étape |                                    |             |            |                |              |
| Équipe | Équipe                             | Pays        | Temps      | Écart de temps | Vitesse moy. |
| 1re | BePink Cogeas                      | Italie      | 9 min 18 s | 9 min 18 s     | 42.581 km/h  |
| 2e | Cervélo Bigla                      | Allemagne   | 9 min 22 s | + 4 s          | 42.278 km/h  |
| 3e | Astana Women's Team                | Kazakhstan  | 9 min 31 s | + 13 s         | 41.611 km/h  |
| 4e | Wiggle High5                       | Royaume-Uni | 9 min 35 s | + 17 s         | 41.322 km/h  |
| 5e | Lares-Waowdeals Women Cycling Team | Belgique    | 9 min 45 s | + 27 s         | 40.615 km/h  |
| 6e | Sport Vlaanderen-Etixx             | Belgique    | 9 min 46 s | + 28 s         | 40.546 km/h  |
| 7e | Drops                              | Royaume-Uni | 9 min 47 s | + 29 s         | 40.477 km/h  |
| 8e | Alé Cipollini Galassia             | Italie      | 9 min 48 s | + 30 s         | 40.408 km/h  |
| 9e | Team WNT                           | Royaume-Uni | 9 min 50 s | + 32 s         | 40.271 km/h  |
| 10e | Suisse                             | Suisse      | 9 min 53 s | + 35 s         | 40.067 km/h  |

| \| Classement général \| Classement général \| Classement général \| Classement général \| Classement général \| \| Coureuse \| Coureuse \| Pays \| Équipe \| Temps \| \| ------------------ \| ----------------------- \| ------------------- \| ------------------ \| ------------------ \| \| 1re \| Silvia Valsecchi \| Italie \| BePink Cogeas \| 9 min 18 s \| \| 2e \| Francesca Pattaro \| Italie \| BePink Cogeas \| + 0 s \| \| 3e \| Alison Jackson \| Canada \| BePink Cogeas \| + 0 s \| \| 4e \| Ilaria Sanguineti \| Italie \| BePink Cogeas \| + 0 s \| \| 5e \| Maria Vittoria Sperotto \| Italie \| BePink Cogeas \| + 0 s \| \| 6e \| Clara Koppenburg \| Allemagne \| Cervélo Bigla \| + 4 s \| \| 7e \| Ashleigh Moolman \| Afrique du Sud \| Cervélo Bigla \| + 4 s \| \| 8e \| Marie Vilmann \| Royaume du Danemark \| Cervélo Bigla \| + 4 s \| \| 9e \| Gabrielle Pilote Fortin \| Canada \| Cervélo Bigla \| + 4 s \| \| 10e \| Cecilie Uttrup Ludwig \| Danemark \| Cervélo Bigla \| + 4 s \| |                         |                     |               |            |
| |                         |                     |               |            |
| Source : ProCyclingStats |                         |                     |               |            |
| Classement général |                         |                     |               |            |
| Coureuse | Coureuse                | Pays                | Équipe        | Temps      |
| 1re | Silvia Valsecchi        | Italie              | BePink Cogeas | 9 min 18 s |
| 2e | Francesca Pattaro       | Italie              | BePink Cogeas | + 0 s      |
| 3e | Alison Jackson          | Canada              | BePink Cogeas | + 0 s      |
| 4e | Ilaria Sanguineti       | Italie              | BePink Cogeas | + 0 s      |
| 5e | Maria Vittoria Sperotto | Italie              | BePink Cogeas | + 0 s      |
| 6e | Clara Koppenburg        | Allemagne           | Cervélo Bigla | + 4 s      |
| 7e | Ashleigh Moolman        | Afrique du Sud      | Cervélo Bigla | + 4 s      |
| 8e | Marie Vilmann           | Royaume du Danemark | Cervélo Bigla | + 4 s      |
| 9e | Gabrielle Pilote Fortin | Canada              | Cervélo Bigla | + 4 s      |
| 10e | Cecilie Uttrup Ludwig   | Danemark            | Cervélo Bigla | + 4 s      |

### 2eétape
À vingt kilomètres de l'arrivée, Cecilie Uttrup Ludwig attaque puis est rejointe par Ann-Sophie Duyck. Les deux coureuses coopèrent. La Belge s'impose sur l'étape tandis que la Danoise s'empare du maillot de leader du classement général. Le sprint du peloton est remporté par Giorgia Bronzini devant Marta Bastianelli.
| \| Classement de l'étape \| Classement de l'étape \| Classement de l'étape \| Classement de l'étape \| Classement de l'étape \| \| Coureuse \| Coureuse \| Pays \| Équipe \| Temps \| \| --------------------- \| --------------------- \| --------------------- \| --------------------- \| --------------------- \| \| 1re \| Ann-Sophie Duyck \| Belgique \| Drops \| 2 h 45 min 49 s \| \| 2e \| Cecilie Uttrup Ludwig \| Danemark \| Cervélo Bigla \| + 0 s \| \| 3e \| Marta Bastianelli \| Italie \| Alé Cipollini \| + 14 s \| \| 4e \| Giorgia Bronzini \| Italie \| Wiggle High5 \| + 14 s \| \| 5e \| Arlenis Sierra \| Cuba \| Astana Women's Team \| + 14 s \| \| 6e \| Rasa Leleivytė \| Lituanie \| Aromitalia Vaiano \| + 14 s \| \| 7e \| Linda Indergand \| Suisse \| Suisse \| + 14 s \| \| 8e \| Laura Massey \| Royaume-Uni \| Drops \| + 14 s \| \| 9e \| Svetlana Kuznetsova \| Russie \| Russie \| + 14 s \| \| 10e \| Lara Vieceli \| Italie \| Astana Women's Team \| + 14 s \| |                       |             |                     |                 |
| |                       |             |                     |                 |
| Source : ProCyclingStats |                       |             |                     |                 |
| Classement de l'étape |                       |             |                     |                 |
| Coureuse | Coureuse              | Pays        | Équipe              | Temps           |
| 1re | Ann-Sophie Duyck      | Belgique    | Drops               | 2 h 45 min 49 s |
| 2e | Cecilie Uttrup Ludwig | Danemark    | Cervélo Bigla       | + 0 s           |
| 3e | Marta Bastianelli     | Italie      | Alé Cipollini       | + 14 s          |
| 4e | Giorgia Bronzini      | Italie      | Wiggle High5        | + 14 s          |
| 5e | Arlenis Sierra        | Cuba        | Astana Women's Team | + 14 s          |
| 6e | Rasa Leleivytė        | Lituanie    | Aromitalia Vaiano   | + 14 s          |
| 7e | Linda Indergand       | Suisse      | Suisse              | + 14 s          |
| 8e | Laura Massey          | Royaume-Uni | Drops               | + 14 s          |
| 9e | Svetlana Kuznetsova   | Russie      | Russie              | + 14 s          |
| 10e | Lara Vieceli          | Italie      | Astana Women's Team | + 14 s          |

| \| Classement général \| Classement général \| Classement général \| Classement général \| Classement général \| \| Coureuse \| Coureuse \| Pays \| Équipe \| Temps \| \| ------------------ \| --------------------- \| ------------------- \| --------------------- \| ------------------ \| \| 1re \| Cecilie Uttrup Ludwig \| Danemark \| Cervélo Bigla \| 2 h 55 min 05 s \| \| 2e \| Ashleigh Moolman \| Afrique du Sud \| Cervélo Bigla \| + 20 s \| \| 3e \| Marie Vilmann \| Royaume du Danemark \| Cervélo Bigla \| + 20 s \| \| 4e \| Ann-Sophie Duyck \| Belgique \| Drops \| + 21 s \| \| 5e \| Arlenis Sierra \| Cuba \| Astana Women's Team \| + 29 s \| \| 6e \| Lara Vieceli \| Italie \| Astana Women's Team \| + 29 s \| \| 7e \| Giorgia Bronzini \| Italie \| Wiggle High5 \| + 33 s \| \| 8e \| Claudia Lichtenberg \| Allemagne \| Wiggle High5 \| + 33 s \| \| 9e \| Marta Bastianelli \| Italie \| Alé Cipollini \| + 42 s \| \| 10e \| Amélie Rivat \| France \| Lares-Waowdeals Women \| + 43 s \| |                       |                     |                       |                 |
| |                       |                     |                       |                 |
| Source : ProCyclingStats |                       |                     |                       |                 |
| Classement général |                       |                     |                       |                 |
| Coureuse | Coureuse              | Pays                | Équipe                | Temps           |
| 1re | Cecilie Uttrup Ludwig | Danemark            | Cervélo Bigla         | 2 h 55 min 05 s |
| 2e | Ashleigh Moolman      | Afrique du Sud      | Cervélo Bigla         | + 20 s          |
| 3e | Marie Vilmann         | Royaume du Danemark | Cervélo Bigla         | + 20 s          |
| 4e | Ann-Sophie Duyck      | Belgique            | Drops                 | + 21 s          |
| 5e | Arlenis Sierra        | Cuba                | Astana Women's Team   | + 29 s          |
| 6e | Lara Vieceli          | Italie              | Astana Women's Team   | + 29 s          |
| 7e | Giorgia Bronzini      | Italie              | Wiggle High5          | + 33 s          |
| 8e | Claudia Lichtenberg   | Allemagne           | Wiggle High5          | + 33 s          |
| 9e | Marta Bastianelli     | Italie              | Alé Cipollini         | + 42 s          |
| 10e | Amélie Rivat          | France              | Lares-Waowdeals Women | + 43 s          |

### 3eétape
Sur cette étape ponctuée de deux ascensions, un groupe d'environ vingt-cinq coureuses se détache. La leader Cecilie Uttrup Ludwig en fait partie. Arlenis Sierra gagne le sprint.
| \| Classement de l'étape \| Classement de l'étape \| Classement de l'étape \| Classement de l'étape \| Classement de l'étape \| \| Coureuse \| Coureuse \| Pays \| Équipe \| Temps \| \| --------------------- \| --------------------- \| --------------------- \| --------------------- \| --------------------- \| \| 1re \| Arlenis Sierra \| Cuba \| Astana Women's Team \| 1 h 55 min 37 s \| \| 2e \| Giorgia Bronzini \| Italie \| Wiggle High5 \| + 0 s \| \| 3e \| Katie Archibald \| Royaume-Uni \| Team WNT \| + 0 s \| \| 4e \| Vita Heine \| Norvège \| Norvège \| + 0 s \| \| 5e \| Linda Indergand \| Suisse \| Suisse \| + 0 s \| \| 6e \| Thalita de Jong \| Pays-Bas \| Lares-Waowdeals Women \| + 0 s \| \| 7e \| Alison Jackson \| Canada \| BePink Cogeas \| + 0 s \| \| 8e \| Sandra Alonso \| Espagne \| Espagne \| + 0 s \| \| 9e \| Marta Bastianelli \| Italie \| Alé Cipollini \| + 0 s \| \| 10e \| Lara Vieceli \| Italie \| Astana Women's Team \| + 0 s \| |                   |             |                       |                 |
| |                   |             |                       |                 |
| Source : ProCyclingStats |                   |             |                       |                 |
| Classement de l'étape |                   |             |                       |                 |
| Coureuse | Coureuse          | Pays        | Équipe                | Temps           |
| 1re | Arlenis Sierra    | Cuba        | Astana Women's Team   | 1 h 55 min 37 s |
| 2e | Giorgia Bronzini  | Italie      | Wiggle High5          | + 0 s           |
| 3e | Katie Archibald   | Royaume-Uni | Team WNT              | + 0 s           |
| 4e | Vita Heine        | Norvège     | Norvège               | + 0 s           |
| 5e | Linda Indergand   | Suisse      | Suisse                | + 0 s           |
| 6e | Thalita de Jong   | Pays-Bas    | Lares-Waowdeals Women | + 0 s           |
| 7e | Alison Jackson    | Canada      | BePink Cogeas         | + 0 s           |
| 8e | Sandra Alonso     | Espagne     | Espagne               | + 0 s           |
| 9e | Marta Bastianelli | Italie      | Alé Cipollini         | + 0 s           |
| 10e | Lara Vieceli      | Italie      | Astana Women's Team   | + 0 s           |

| \| Classement général \| Classement général \| Classement général \| Classement général \| Classement général \| \| Coureuse \| Coureuse \| Pays \| Équipe \| Temps \| \| ------------------ \| --------------------- \| ------------------- \| ---------------------- \| ------------------ \| \| 1re \| Cecilie Uttrup Ludwig \| Danemark \| Cervélo Bigla \| 4 h 50 min 42 s \| \| 2e \| Arlenis Sierra \| Cuba \| Astana Women's Team \| + 16 s \| \| 3e \| Marie Vilmann \| Royaume du Danemark \| Cervélo Bigla \| + 20 s \| \| 4e \| Ashleigh Moolman \| Afrique du Sud \| Cervélo Bigla \| + 20 s \| \| 5e \| Ann-Sophie Duyck \| Belgique \| Drops \| + 21 s \| \| 6e \| Giorgia Bronzini \| Italie \| Wiggle High5 \| + 27 s \| \| 7e \| Lara Vieceli \| Italie \| Astana Women's Team \| + 29 s \| \| 8e \| Claudia Lichtenberg \| Allemagne \| Wiggle High5 \| + 33 s \| \| 9e \| Marta Bastianelli \| Italie \| Alé Cipollini \| + 42 s \| \| 10e \| Kelly Van den Steen \| Belgique \| Sport Vlaanderen-Etixx \| + 44 s \| |                       |                     |                        |                 |
| |                       |                     |                        |                 |
| Source : ProCyclingStats |                       |                     |                        |                 |
| Classement général |                       |                     |                        |                 |
| Coureuse | Coureuse              | Pays                | Équipe                 | Temps           |
| 1re | Cecilie Uttrup Ludwig | Danemark            | Cervélo Bigla          | 4 h 50 min 42 s |
| 2e | Arlenis Sierra        | Cuba                | Astana Women's Team    | + 16 s          |
| 3e | Marie Vilmann         | Royaume du Danemark | Cervélo Bigla          | + 20 s          |
| 4e | Ashleigh Moolman      | Afrique du Sud      | Cervélo Bigla          | + 20 s          |
| 5e | Ann-Sophie Duyck      | Belgique            | Drops                  | + 21 s          |
| 6e | Giorgia Bronzini      | Italie              | Wiggle High5           | + 27 s          |
| 7e | Lara Vieceli          | Italie              | Astana Women's Team    | + 29 s          |
| 8e | Claudia Lichtenberg   | Allemagne           | Wiggle High5           | + 33 s          |
| 9e | Marta Bastianelli     | Italie              | Alé Cipollini          | + 42 s          |
| 10e | Kelly Van den Steen   | Belgique            | Sport Vlaanderen-Etixx | + 44 s          |

### 4eétape
L'Irlandaise Lydia Boylan parvient à sortir du peloton dans le final et gagne avec trois secondes d'avance. La Danoise Cecilie Uttrup Ludwig remporte l'épreuve.
| \| Classement de l'étape \| Classement de l'étape \| Classement de l'étape \| Classement de l'étape \| Classement de l'étape \| \| Coureuse \| Coureuse \| Pays \| Équipe \| Temps \| \| --------------------- \| ----------------------- \| --------------------- \| ----------------------- \| --------------------- \| \| 1re \| Lydia Boylan \| Irlande \| Team WNT \| 2 h 17 min 56 s \| \| 2e \| Kelly Druyts \| Belgique \| Sport Vlaanderen-Etixx \| + 3 s \| \| 3e \| Katie Archibald \| Royaume-Uni \| Team WNT \| + 3 s \| \| 4e \| Giorgia Bronzini \| Italie \| Wiggle High5 \| + 3 s \| \| 5e \| Marta Bastianelli \| Italie \| Alé Cipollini \| + 3 s \| \| 6e \| Arlenis Sierra \| Cuba \| Astana Women's Team \| + 3 s \| \| 7e \| Arianna Fidanza \| Italie \| Astana Women's Team \| + 3 s \| \| 8e \| Thalita de Jong \| Pays-Bas \| Lares-Waowdeals Women \| + 3 s \| \| 9e \| Maria Vittoria Sperotto \| Italie \| BePink Cogeas \| + 3 s \| \| 10e \| Michela Pavin \| Italie \| Top Girls Fassa Bortolo \| + 3 s \| |                         |             |                         |                 |
| |                         |             |                         |                 |
| Source : ProCyclingStats |                         |             |                         |                 |
| Classement de l'étape |                         |             |                         |                 |
| Coureuse | Coureuse                | Pays        | Équipe                  | Temps           |
| 1re | Lydia Boylan            | Irlande     | Team WNT                | 2 h 17 min 56 s |
| 2e | Kelly Druyts            | Belgique    | Sport Vlaanderen-Etixx  | + 3 s           |
| 3e | Katie Archibald         | Royaume-Uni | Team WNT                | + 3 s           |
| 4e | Giorgia Bronzini        | Italie      | Wiggle High5            | + 3 s           |
| 5e | Marta Bastianelli       | Italie      | Alé Cipollini           | + 3 s           |
| 6e | Arlenis Sierra          | Cuba        | Astana Women's Team     | + 3 s           |
| 7e | Arianna Fidanza         | Italie      | Astana Women's Team     | + 3 s           |
| 8e | Thalita de Jong         | Pays-Bas    | Lares-Waowdeals Women   | + 3 s           |
| 9e | Maria Vittoria Sperotto | Italie      | BePink Cogeas           | + 3 s           |
| 10e | Michela Pavin           | Italie      | Top Girls Fassa Bortolo | + 3 s           |

## Classements finals

### Classement général final
| \| Classement général \| Classement général \| Classement général \| Classement général \| Classement général \| \| Coureuse \| Coureuse \| Pays \| Équipe \| Temps \| \| ------------------ \| --------------------- \| ------------------- \| ---------------------- \| ------------------ \| \| 1re \| Cecilie Uttrup Ludwig \| Danemark \| Cervélo Bigla \| 7 h 08 min 41 s \| \| 2e \| Arlenis Sierra \| Cuba \| Astana Women's Team \| + 11 s \| \| 3e \| Ashleigh Moolman \| Afrique du Sud \| Cervélo Bigla \| + 20 s \| \| 4e \| Marie Vilmann \| Royaume du Danemark \| Cervélo Bigla \| + 20 s \| \| 5e \| Ann-Sophie Duyck \| Belgique \| Drops \| + 21 s \| \| 6e \| Giorgia Bronzini \| Italie \| Wiggle High5 \| + 27 s \| \| 7e \| Lara Vieceli \| Italie \| Astana Women's Team \| + 29 s \| \| 8e \| Claudia Lichtenberg \| Allemagne \| Wiggle High5 \| + 33 s \| \| 9e \| Marta Bastianelli \| Italie \| Alé Cipollini \| + 42 s \| \| 10e \| Kelly Van den Steen \| Belgique \| Sport Vlaanderen-Etixx \| + 44 s \| |                       |                     |                        |                 |
| |                       |                     |                        |                 |
| Source : ProCyclingStats |                       |                     |                        |                 |
| Classement général |                       |                     |                        |                 |
| Coureuse | Coureuse              | Pays                | Équipe                 | Temps           |
| 1re | Cecilie Uttrup Ludwig | Danemark            | Cervélo Bigla          | 7 h 08 min 41 s |
| 2e | Arlenis Sierra        | Cuba                | Astana Women's Team    | + 11 s          |
| 3e | Ashleigh Moolman      | Afrique du Sud      | Cervélo Bigla          | + 20 s          |
| 4e | Marie Vilmann         | Royaume du Danemark | Cervélo Bigla          | + 20 s          |
| 5e | Ann-Sophie Duyck      | Belgique            | Drops                  | + 21 s          |
| 6e | Giorgia Bronzini      | Italie              | Wiggle High5           | + 27 s          |
| 7e | Lara Vieceli          | Italie              | Astana Women's Team    | + 29 s          |
| 8e | Claudia Lichtenberg   | Allemagne           | Wiggle High5           | + 33 s          |
| 9e | Marta Bastianelli     | Italie              | Alé Cipollini          | + 42 s          |
| 10e | Kelly Van den Steen   | Belgique            | Sport Vlaanderen-Etixx | + 44 s          |

### Points UCI
| Position,          | 1er | 2e | 3e | 4e | 5e | 6e | 7e | 8e | 9e | 10e |
| Classement général | 40  | 30 | 16 | 12 | 10 | 8  | 6  | 3  | 2  | 1   |
| Par étape          | 8   | 5  | 3  | 1  |    |    |    |    |    |     |
| Leader, par étape  | 2   |    |    |    |    |    |    |    |    |     |